# セオドア・クーパー
セオドア・クーパー（Theodore Cooper、1839年 - 1919年8月24日）は、アメリカ合衆国の土木技術者である。崩壊事故を起こしたケベック橋の設計者として、また鉄道の活荷重の定義や日本の鉄道橋の設計者として知られる。

## 来歴
1858年に土木の学位を取得後、クーパーはトロイ・アンド・グリーンフィールド鉄道(Troy and Greenfield Railroad)とフーサックトンネル(Hoosac Tunnel、マサチューセッツ州)のアシスタント・エンジニアに就いた。1861年にはアメリカ海軍に入り、軍人としてのキャリアは10年以上続き、砲艦チョコルア（Chocorua）やニャック(USS Nyack (1863))により南太平洋への派兵や海軍兵学校の講師として活躍した。
1872年に海軍を筆頭アシスタント・エンジニアの地位で辞した後、イーズ橋の設計者であるジェームズ・イーズ(James Buchanan Eads)によりミッドベール鉄工所の監査官として請われた。同年から1875年まで、橋梁・トンネル技術者としてのイーズを引き継いだ。
クーパーは、ニューヨーク・シティ最初の高架鉄道建設のアシスタント・エンジニアとなり、のちに大統領が選ぶ5人のエンジニアのうちのひとりとして、ハドソン川を渡る橋の設計を託された。クーパーはニューヨーク公共図書館のコンサルティング・エンジニアでもあった。
クーパーの仕事の範囲は広く、メキシコ・ナショナル鉄道(National Railroad of Mexico)のテキサス州ラレド工場から、ペンシルベニア州スクラントンのラッカワナ鉄鋼(Lackawanna Steel Company)の溶鉱炉まで及んだ。しかし、もっともクーパーの仕事として有名なのは、橋梁の分野である。
ピッツバーグのアレゲニー川にかかるジャンクション橋を設計し（1876年）、ロードアイランド州プロビデンスのシーコンク橋、ニューヨーク・シティのハーレム川にかかるセカンド・アベニュー橋、マサチューセッツ州ニューベリーポート橋などが続いた。唯一現存するのは第三6番通り橋であり、その手すりやランプ、部材等などに仕事が残されている。
1885年から1902年の間、クーパーは鉄道や高速道路の橋梁の設計について重要な役割を果たした。彼の手法は、鉄道用橋梁において軸重の解析を進める結果となった。また、ニューヨークとボストンの間を結ぶような高速輸送システムの開発コンサルタントとして活躍した。しかし、この輝かしい経歴は、ケベック橋の崩壊事故に帰結した。クーパーが建設顧問を務めるケベック橋は建設中に崩壊し、75人の作業員が死亡した。
1919年8月24日、クーパーはニューヨークの自宅で肺炎により死去。81歳であった。生涯独身であった。

## クーパー荷重
クーパーは1894年に鉄道の橋梁における荷重計算の手法を考案した。もっとも基本となるものはE10と称すもので、車軸配置2-8-0（先輪1軸、動輪4軸、従輪0軸、テンダーは2軸台車が2組）の蒸気機関車が2両で車両を牽引している状態のものである。E10の場合、牽引する蒸気機関車の動軸には各軸10,000ポンド（4,536キログラム）、先輪には各軸5,000ポンド（2,268キログラム）、炭水車には各軸6,500ポンド（2,948キログラム）、被牽引車両重量は1,000ポンド毎立方フィート（1,488キログラム毎立方メートル）とする。呼称に入る数字は最大軸重の万と千の数値を示し、この場合は10,000ポンドであるためにE10となる。
車軸配置2-8-0をモデルとしたのは、当時のアメリカで使用されている蒸気機関車の半数近くがその車軸配置だったことにちなむと考えられる。
1880年代の鉄道橋は、平均するとE20が採用された。1894年までに、標準荷重をE40（最大軸重18,144キログラム）とし、これを推奨した。1914年までに、標準荷重はE60となった。1990年代中盤までに、アメリカ鉄道技術協会(American Railway Engineering Association)はコンクリート構造物における標準軸重をE72（最大軸重32,659キログラム）、鋼製構造物においてはE80（最大軸重36,287キログラム）まで引き上げた。

## 日本におけるクーパー荷重
鉄道国有化を契機として、1909年（明治42年）6月17日からクーパー荷重のE33（最大軸重14,969キログラム）を採用することとした。1912年（明治45年）2月21日には新たに広軌用としてE45（最大軸重20,412キログラム）を採用した。その後、広軌化は中止となったが、E45に準拠した桁は実際にいくつか架設された。1921年（大正10年）10月14日には『国有鉄道建設規定』の改正により、主要幹線はE40に変更された。
日本では、クーパー荷重のモデルとなる「車軸配置2-8-0のエンジン部＋2軸ボギー炭水車」という車軸配置の蒸気機関車は計71両しか存在しない。そして、クーパー荷重が導入された当時、すでに車軸配置2-8-2の国鉄D50形蒸気機関車が量産されており、なぜ日本にほとんど実例のない車軸配置のモデルがそのまま導入されたかは定かではない。
1928年（昭和3年）8月10日には、メートル法移行に伴い、新たにKS荷重が規定され、線区によりKS12からKS18が使用された。

## 日本の鉄道との関わり
日本では、鉄道創業時から技術面を担当してきたイギリス人のお雇い外国人、チャールズ・ポーナルが帰国した翌年である1897年（明治29年）より橋梁の設計を任された。当時、鉄道が全国的に発展していく途上であり、創業時の鉄道構造物の設計では荷重が小さすぎるなどの問題が生じており、橋梁の設計手法は経験に基づくだけで理論を重視せず、構造力学的には劣るイギリス式から、理論に基づいた設計で外見は華奢な部分がありながら構造力学的には勝るアメリカ式に移行しつつあった。この、設計がクーパーとチャールズ・シュナイダーに任された時点をもって、日本の鉄道橋は完全にアメリカ式に移行したと言えよう。

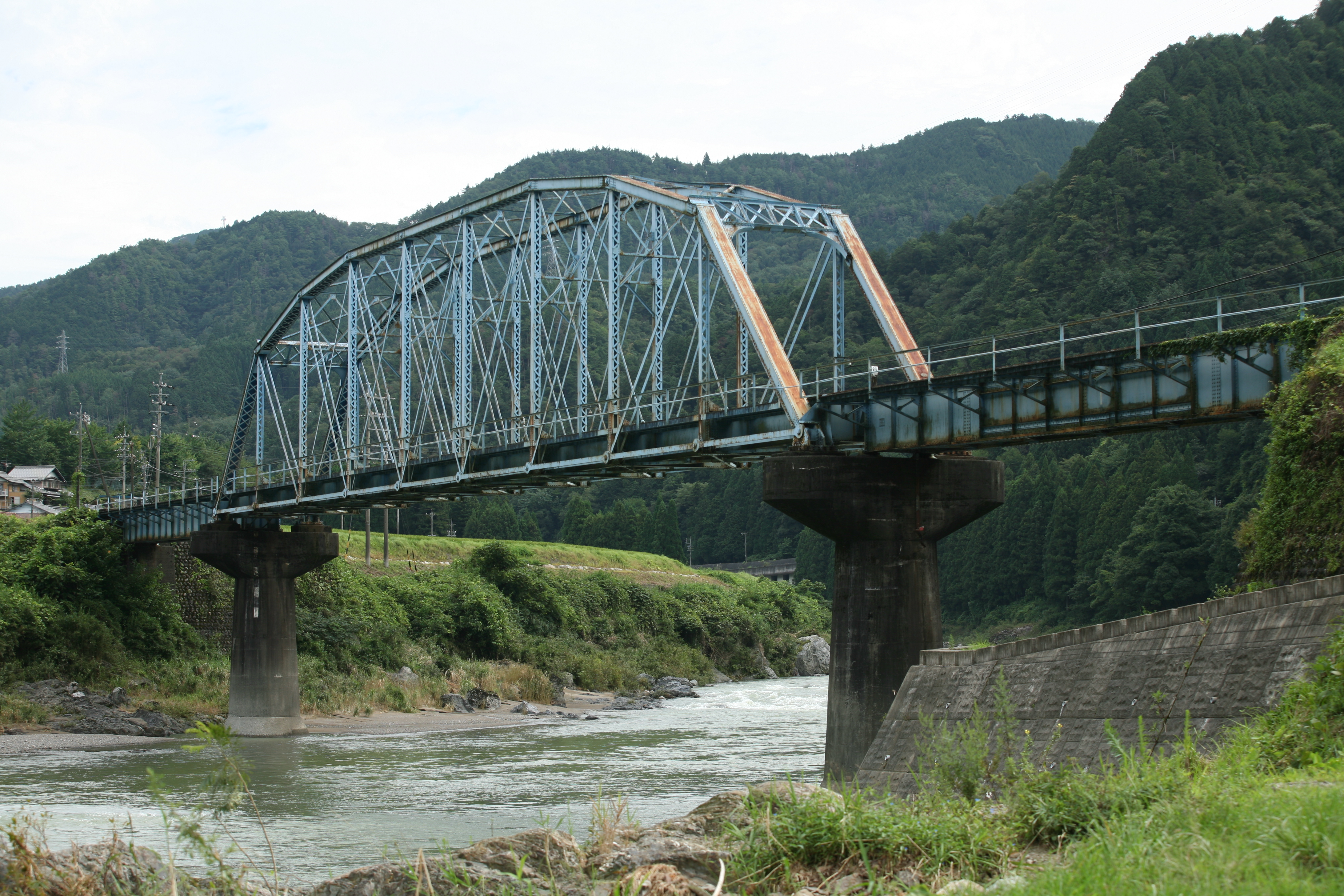
200フィートの第五長良川橋梁（長良川鉄道）。

クーパーとシュナイダーは新たに日本の鉄道のために各種トラス橋の標準設計を行った。これに基づき、約250連のトラス橋がアメリカン・ブリッジなどで製造された。その種類は下記の通りである。
- 支間100フィート（30.48メートル）の上路トラス・下路トラス

例）港第一号橋梁・港第二号橋梁（汽車道、複線下路平行弦プラットトラス）
- 支間150フィート（45.72メートル）の上路トラス・下路トラス…うち下路平行弦プラットトラスは30連が輸入され、3連がカーネギー鉄鋼会社から輸入した鋼材を使用し東京石川島造船所で製作されたが、現存するのは3箇所5連のみ。

例）八敷代川橋梁（奥羽本線、上路平行弦プラットトラス。架け替えにより現存せず）
例）沢尻橋梁（磐越西線、下路平行弦プラットトラス）
例）第一渡良瀬川橋梁(旧線)・第二渡良瀬川橋梁（わたらせ渓谷鐵道、下路平行弦プラットトラス。第一渡良瀬川橋梁の1連、第二渡良瀬川橋梁の2連はいずれも国産。うち第一渡良瀬川橋梁は草木ダム建設に伴う経路変更で廃橋となり、爆破撤去されたため現存しない）
例）第一根尾川橋梁（樽見鉄道、下路平行弦プラットトラス。東海道線本線木曽川橋梁の上下線10連目を転用）
- 支間200フィート（60.96メートル）の上路トラス・下路トラス

例）一ノ戸川橋梁（磐越西線、上路ボルチモアトラス）
例）第五長良川橋梁（長良川鉄道、下路曲弦プラットトラス）
例）龍騰断橋（台湾・総督府鉄道台中線、上路ボルチモアトラス。新竹・台中地震により崩落、架け替えにより現存せず）
- 支間300フィート（91.44メートル）の下路トラス

この標準設計でも採用されたピントラスは、斜材などの端部を円形にしたアイバーと呼ばれる形状に加工されており、その中心にピンを通すことで可動性を持たせてあるが、のちにアイバーの破損やピンの摩耗が生じ、国鉄はその対策に悩まされることになった。